# ロベルト・カンピン
ロベルト・カンピン （Robert Campin、1375年頃 - 1444年4月26日）は、初期フランドル派の画家。日本語ではロバート・カンピン、ロベール・カンピン（カンパン）と表記されることもある。初期フランドル派最初の偉大なる画家とされることも多く「フレマールの画家 (Master of Flémalle)」という異名がある。カンピンの記録は当時のものとしては比較的整理されてはいるが、間違いなくカンピンの作品であるといえるものは現在一つもない。フレマールに存在していた作品群がカンピンの描いたものではないかと想定されていることが「フレマールの画家」といわれる理由だが、このことは百年以上にわたり議論の的になっている。

## 生涯
カンピンの親戚がヴァランシエンヌにいたとされる。カンピンの名前が最初に現れるのは1405年から1406年の記録で、画家のギルド聖ルカ組合に所属するトゥルネー在住の画家となっている。1410年にトゥルネーの市民権を購入していることから、カンピンはトゥルネー出身ではないと考えられる。後にギルドの理事となり大規模な工房を運営し、他にも教会委員や近隣の都市の管理職などの地位を得た。しかし1432年ごろに政治的混乱を引き起こしたとしてこれらの社会的地位を失ってしまう。1429年に証拠隠滅を図ったとして、巡礼を強制されており、さらに1432年には密通で有罪となり一年間の追放処分を受けた。このときはブルゴーニュ公ジャン1世の妹で、バーヴァリア公ヴィルヘルム2世 (en:William II, Duke of Bavaria) 公妃マルグリット・ド・ブルゴーニュが介入し、罰金刑に減刑されている。現在2枚の両翼だけがプラド美術館に所蔵されている『ウェルル祭壇画』には1438年の日付が入っており、以降もカンピンが画家として活動していたことを示している。

## スタイルと作品

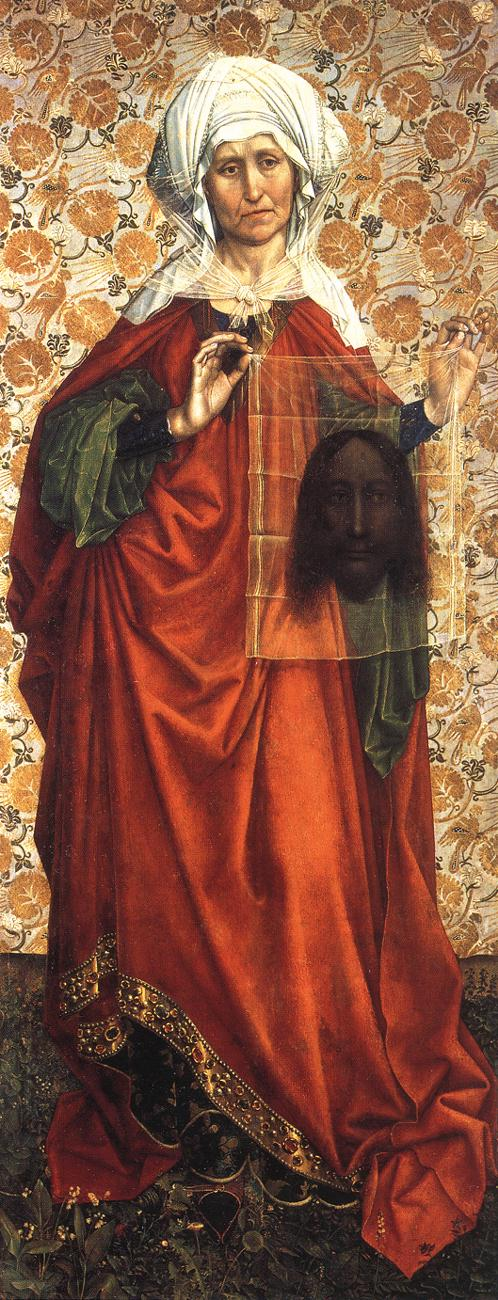
カンピン作と考えられている「フレマール」の絵画

当時の装飾写本画家たちの強い影響は見られるが、カンピンの絵画はそれまでにない徹底した写実性が見られる。それまでのテンペラではなく、新技術の油絵具を使いこなし、美しい色彩を表現した最初の画家の一人だった。油彩という新しい技法で明暗を描き出すことで、絵画に立体感や複雑な遠近感などを構成することに成功したのである。また、ヤン・ファン・エイクの作品に見られるとされている複雑な寓意象徴主義が、カンピンの作品にも存在するのかどうかについては依然として議論の対象となっている。
美術史家たちは「北方ルネサンス」の起源がどこなのかを、イタリアルネサンスのそれよりもはるかにわずかな手がかりをもとに熱心に研究してきた。そして長い間ヤン・ファン・エイクこそが、装飾写本絵画をパネル絵画へと革新した最初の画家であると信じられてきた。
しかし19世紀の終わりごろには、ファン・エイクも当時活躍していた画家の一人であり、同じようなスタイルで描かれたファン・エイク以外の作品が他にも存在することが明らかになってきた。有名な作品に1428年ごろと推定されている『メロードの祭壇画』があげられる。現在この三連祭壇画はメトロポリタン美術館別館のクロイスターズ所蔵で、細部まで注意を払って写実的に描かれている。ベルギーのリエージュ近郊のフレマール由来という伝承をもつ、現在はフランクフルト・アム・マインにある、『メロードの祭壇画』とよく似た作風のパネル絵が他にも3枚存在している。これらのパネル絵の作者は同一人物であるとされ、その作者が「フレマールの画家」と呼ばれるようになったが、当時その画家が誰であるのかを特定することは出来なかった。
20世紀になると「フレマールの画家」は、1406年の記録にトゥルネーの画家として記載されているロベルト・カンピンではないかと主張する美術史家たちが現れる。この主張は1427年にカンピンの工房に弟子入りした二人の画家、ジャック・ダレーとロヒール・ファン・デル・ウェイデンについても言及し、ダレーの詳細な祭壇画の記録は「フレマールの画家」の作品の特徴と酷似しており、さらにファン・デル・ウェイデンの初期の絵画も「フレマールの画家」の作品と酷似している。したがってダレーとファン・デル・ウェイデンの師匠であるロベルト・カンピンこそが「フレマールの画家」ではないかという推測が成り立つとする。しかしフレマールのパネル絵群はファン・デル・ウェイデンがまだ20歳代のころに描いたという可能性もある。美術史家のなかにはプラド美術館所蔵でファン・デル・ウェイデンの描いた有名な『十字架降架』は 、ファン・デル・ウェイデンではなくカンピンの作品であると考えるものもいる。
他にカンピンの作品ではないかとされるのは、ディジョンの『キリスト降誕 (Nativity)』、フランクフルトの『十字架上の盗賊 (Crucified Thief)』（キリストの磔刑 (Crucifixion) を描いた三連祭壇画の右翼部分）、1435年ごろに制作されたナショナル・ギャラリー (ロンドン) にある2点の『男性と女性の肖像』、そしてロンドンのコートールド・ギャラリー所蔵の三連祭壇画『キリストの埋葬 (Entombment Triptych / Seilern Triptych)』である。『キリストの埋葬』はカンピンが描いたとされる絵画に含まれることはあまりなく、カンピンの工房の作品かあるいは模倣者の作品とされることも多いが、美術史家のローナ・キャンベルはカンピンの作品であるとする立場である。初期の作品といわれ、1415年から1420年頃の日付が入っている。中央パネルの表現は当時カンピンが所有していた彩色された塑像からの影響が見られる。初期の作品とされるのは他にプラド美術館所蔵の『聖母の結婚 (Marriage of the Virgin)』、ディジョン美術館の『キリスト降誕』がある。エルミタージュ美術館、ロンドン・ナショナル・ギャラリーにもカンピンのものではないかとされる作品が所蔵されている。

## メロードの祭壇画

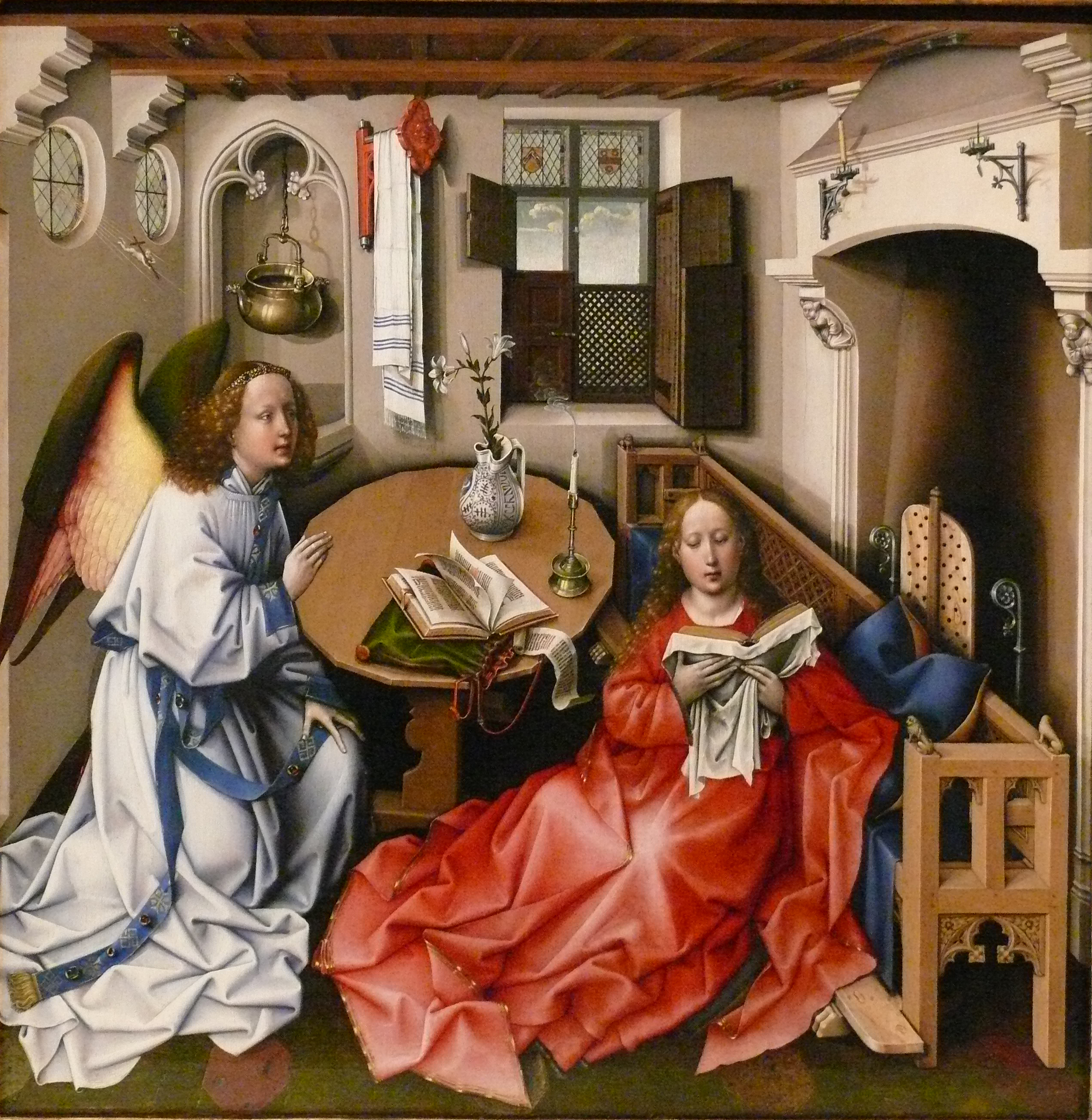
『メロードの祭壇画』受胎告知

1425年から1428年ごろにカンピンは個人の依頼で三連祭壇画の『メロードの祭壇画』を描いた。中央パネルには「受胎告知」が描かれ、大天使ガブリエルが座って本を読んでいる聖母マリアに声をかけようとする構図となっている。聖母マリアの部屋は手入れの行き届いたフランドルの中流階級風に表現されている。